# Власово (Павлово-Посадский городской округ)
Власово — деревня в Московской области России. Входит в Павлово-Посадский городской округ. Население — 28 чел. (2010).

## Расположение
Деревня Власово расположена примерно в 10 км к юго-западу от центра города Павловский Посад. Ближайший населённый пункт — деревня Малыгино. Деревню окружают леса, рядом протекает река Слогавка.

## История
Деревня Власово ранее входила в состав Вохонской волости. Упоминается в писцовых книгах конца XVI века: «Деревня Власово на речке Быстрице, а в ней пашни паханые серой земли 37 четьи в поле, а в дву потомуж, сена 50 копен. Крестьян 7 дворов». По данным 1773 года в деревне было 12 дворов и проживало 73 человека. По данным пятой ревизии 1794-1797 годов, в деревне было 14 дворов и 108 жителей (50 мужчин и 58 женщин). В 1852 году во Власове было 22 двора и 160 жителей. Во второй половине XIX века крестьяне Власова помимо сельского хозяйства занимались ткачеством на дому. В 1912 году в деревне насчитывалось 167 ткацких станков. Ткачи работали на заказчиков из Павловского Посада.
После прихода советской власти некоторых жителей деревни раскулачили. В деревне был образован колхоз «имени 2-й пятилетки» (позднее деревни Семёново, Малыгино, Власово и Часовня были объединены в один колхоз). По данным переписи 1926 года, в деревне проживало 347 человек. Во Власове была школа, в 1937 году там обучалось 40 детей.
В деревне Власово с дореволюционных времён сохранилась кирпичная часовня со старинными иконами. До районного центра ходит автобус №33. В деревне одна улица — ул. Лесная.
С 2004 до 2017 гг. деревня входила в Аверкиевское сельское поселение Павлово-Посадского муниципального района.

## Население
Согласно Всероссийской переписи, в 2002 году в деревне проживало 57 человек (22 мужчины и 35 женщин). По данным на 2005 год в деревне проживало 54 человека.
| 1926 | 2002 | 2006 | 2010 |
| ---- | ---- | ---- | ---- |
| 347  | ↘57  | ↘54  | ↘28  |